# Fomitopsis cytisina
Fomitopsis cytisina är en svampart som först beskrevs av Miles Joseph Berkeley, och fick sitt nu gällande namn av Bondartsev & Singer 1941. Fomitopsis cytisina ingår i släktet Fomitopsis och familjen Fomitopsidaceae.   Inga underarter finns listade i Catalogue of Life.